# Angelmodde

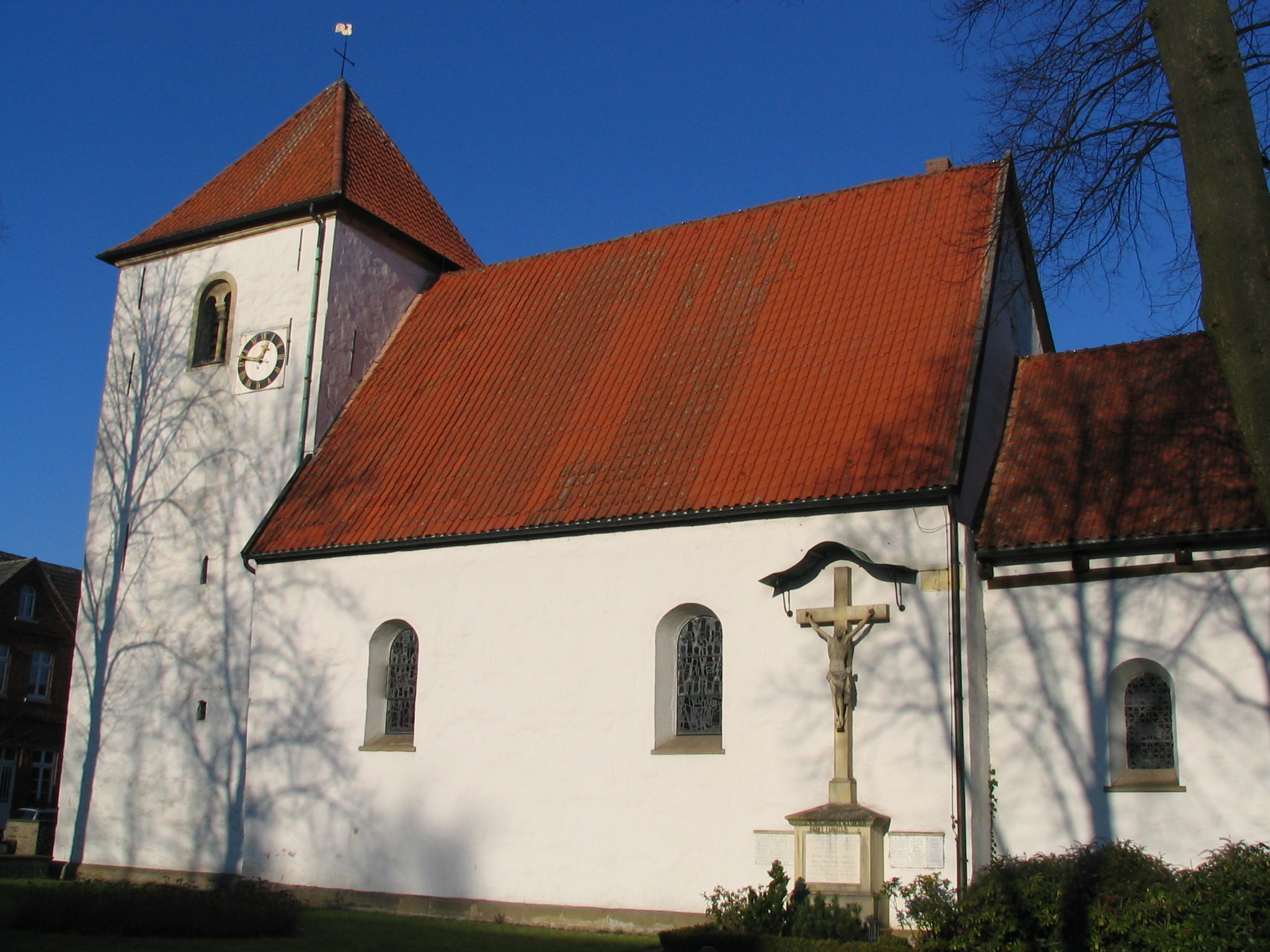
St. Agathakerk, Angelmodde

Angelmodde is een dorp circa 7 km ten zuidoosten van het centrum van de stad Münster in de Duitse deelstaat Noordrijn-Westfalen. Het dorp is sedert 1975 officieel een Stadtteil van het stadsdistrict Süd-Ost. De plaats had in 2017 ongeveer 8.500 inwoners.
Angelmodde ligt aan de hoofdweg van Münster-centrum in de richting van Sendenhorst en aansluiting 20 van de Autobahn A2 bij Beckum (Duitsland). Te Angelmodde stromen twee beken, de Angel en de Werse, samen.
Het dorp Angelmodde ligt op een plek, waar blijkens archeologisch onderzoek in het Mesolithicum en de Bronstijd reeds mensen leefden. Angelmodde (Angelmuiden, mond van de Angel) was van de tijd van Karel de Grote tot aan de Tweede Wereldoorlog een klein boerendorp. In de jaren 1950 werden er grote woonwijken voor in het naburige Gremmendorf gelegerde Britse militairen gebouwd. In 1975 werd de gemeente Angelmodde bij de stad Münster gevoegd.
Het dorp bezit een rond het jaar 1200 in romaanse stijl gebouwde, in 1957 ingrijpend gerestaureerde, rooms-katholieke kerk, gewijd aan St. Agatha. Het cultuurhistorisch belangrijke kerkorgel werd in 1842 door de orgelbouwer Johann Kersting uit Münster vervaardigd.